# John Keogh
John Keogh (Dublino, 30 novembre 1940) è un ex calciatore irlandese, di ruolo difensore.

## Carriera

### Club
Keogh trascorse la prima parte della sua carriera agonistica in forza allo Shamrock Rovers. Con i Rovers vinse il campionato d'esordio nel 1959, ottenendo la qualificazione alla Coppa dei Campioni 1959-1960, da cui con la sua squadra venne estromesso dal Nizza.
Keogh con i suoi vinse la A Division 1963-1964 (Irlanda), ottenendo il diritto di partecipare alla Coppa dei Campioni 1964-1965. Dalla competizione continentale Keogh e compagni furono poi estromessi al primo turno dal Rapid Vienna.
Oltre ai titoli in campionato Keogh con i Rovers vinse sei FAI Cup, cinque League of Ireland Shield, di cui quattro consecutive, una Dublin City Cup ed una Leinster Senior Cup.
Con i Rovers, nell'estate 1967, Keogh disputò il campionato nordamericano organizzato dalla United Soccer Association: accadde infatti che tale campionato fu disputato da formazioni europee e sudamericane per conto delle franchigie ufficialmente iscritte al campionato, che per ragioni di tempo non avevano potuto allestire le proprie squadre. Lo Shamrock rappresentò i Boston Rovers, e chiuse al sesto ed ultimo posto della Eastern Division, con 2 vittorie, 3 pareggi e 7 sconfitte, non qualificandosi per la finale (vinta dai Los Angeles Wolves, rappresentati dai Wolverhampton).
Nella stagione 1968-1969 Keogh passa al Cork Celtic, con cui ottiene l'undicesimo posto finale in campionato e perde la finale di FAI Cup 1968-1969, persa contro la sua vecchia squadra, lo Shamrock Rovers.
Nel 1970 Keogh passa al Dundalk, con cui chiuderà la carriera agonistica giocando due stagioni nella massima serie irlandese.

### Nazionale
Ha giocato un incontro amichevole con la nazionale dell'Irlanda nel 1966.

#### Cronologia presenze e reti in Nazionale
| Cronologia completa delle presenze e delle reti in nazionale ― Irlanda | Cronologia completa delle presenze e delle reti in nazionale ― Irlanda | Cronologia completa delle presenze e delle reti in nazionale ― Irlanda | Cronologia completa delle presenze e delle reti in nazionale ― Irlanda | Cronologia completa delle presenze e delle reti in nazionale ― Irlanda | Cronologia completa delle presenze e delle reti in nazionale ― Irlanda | Cronologia completa delle presenze e delle reti in nazionale ― Irlanda | Cronologia completa delle presenze e delle reti in nazionale ― Irlanda |
| Data                                                                   | Città                                                                  | In casa                                                                | Risultato                                                              | Ospiti                                                                 | Competizione                                                           | Reti                                                                   | Note                                                                   |
| ---------------------------------------------------------------------- | ---------------------------------------------------------------------- | ---------------------------------------------------------------------- | ---------------------------------------------------------------------- | ---------------------------------------------------------------------- | ---------------------------------------------------------------------- | ---------------------------------------------------------------------- | ---------------------------------------------------------------------- |
| 4-5-1966                                                               | Dublino                                                                | Irlanda                                                                | 0 – 4                                                                  | Germania                                                               | Amichevole                                                             | -                                                                      |                                                                        |
| Totale                                                                 |                                                                        | Presenze                                                               | 1                                                                      |                                                                        | Reti                                                                   | 0                                                                      |                                                                        |

## Palmarès

### Club
- Campionato irlandese: 2

Shamrock Rovers: 1958-1959, 1963-1964
- Coppa d'Irlanda: 6

Shamrock Rovers: 1961-1962, 1963-1964, 1964-1965, 1965-1966, 1966-1967, 1967-1968
- League of Ireland Shield: 5

Shamrock Rovers: 1962-1963, 1963-1964,   1964-1965, 1965-1966, 1967-1968
- Dublin City Cup: 1

Shamrock Rovers: 1963-1964
- Leinster Senior Cup: 1

Shamrock Rovers: 1964